# Hylobates lar yunnanensis
O gibão-lar-de-yunnan é uma das 5 subespécies de Hylobates lar. Como o nome indica é nativo da província de Yunnan, República Popular da China.

## Estado de conservação
Não existe dados em relação às ameaças de extinção e os limites geográficos não são bem definidos, mas as restantes populações estão em perigo crítico de extinção, sendo esta a subespécie de Hylobates lar mais ameaçada de extinção.